# The Madison
Pour les articles homonymes, voir Madison.
1923 1944
The Madison est une série télévisée néo-Western crée par Taylor Sheridan. Il s'agit du troisième spin-off de la série Yellowstone.

## Synopsis
La série suit la famille McIntosh, originaire de New York, qui vit dans la vallée de la rivière Madison, dans le centre du Montana.

## Distribution
- Michelle Pfeiffer en tant que Stacy Clyburn
- Patrick J. Adams en tant que Russell McIntosh
- Elle Chapman joue Paige McIntosh
- Matthew Fox en tant que Paul
- Beau Garrett en tant que Abigail Reese
- Amiah Miller interprète Bridgette Reese
- Ben Schnetzer en tant que Van
- Kevin Zegers joue Cade
- Rebecca Spence en tant que Liliana Weeks
- Alaina Pollack en tant que Macy
- Danielle Vasinova intèrprète Kestrel

## Production

### Développement
En mai 2023, Paramount a donné le feu vert à une série dérivée sans nom tiré de Yellowstone, plus tard intitulée The Madison,. Michelle Pfeiffer a été annoncée comme vedette et productrice exécutive de la série le 8 août 2024,.

### Casting
En paralèlle de son travail de productrice, il a été annoncé le même jour qu'elle ferait partie du casting,. Plus tard dans le mois, Elle Chapman, Patrick J. Adams, Beau Garrett, Amiah Miller et Matthew Fox ont été annoncés comme membres du casting,. Le 15 octobre 2024, Ben Schnetzer a été annoncé comme membre du casting. Kevin Zegers, Rebecca Spence, Alaina Pollack, et Danielle Vasinova ont été annoncés comme membres le 17 décembre,.

### Tournage
Le tournage principal a commencé en 2024. Le tournage a eu lieu dans le Montana de septembre à octobre 2024. Les scènes se déroulant à New York ont été tournées à Dallas à la mi-novembre 2024. Le tournage a été déplacé à Fort Worth, au Texas, fin novembre et a duré jusqu'à la mi-décembre 2024,.

## Diffusion
En Europe, la série sera diffusée sur SkyShowtime.